# Sociedade Esportiva Santa Inês
La Sociedade Esportiva Santa Inês, nota anche semplicemente come Santa Inês, è una società calcistica brasiliana con sede nella città di Santa Inês, nello stato del Maranhão.

## Storia
Il club è stato fondato il 1º dicembre 1998. Ha partecipato al Campeonato Brasileiro Série C nel 2002, dove è stato eliminato alla seconda fase dal River, nella stessa stagione il club fu finalista del Campionato Maranhense, dove perse in finale col Sampaio Corrêa. La Santa Inês ha partecipato di nuovo alla Série C nel 2003, dove è stato eliminato alla prima fase.